# クサノユウキ
クサノ ユウキは日本の作曲家、編曲家。長崎県出身。

## 人物
幼少時よりピアノを学ぶ傍ら、独学で作編曲を学ぶ。
高校時代にロックやコンピュータ音楽に傾倒し、バンド活動と作曲活動を始める。
自身が影響を受けたアーティストとしては菅野よう子、聖飢魔IIを挙げている。

## 来歴
2006年、音楽ユニット「イリジウム」をタカセカヤ（ボーカル・作詞）と結成
2008年、PCゲーム『戦極姫』オープニングテーマ「火群-ほむら-」でゲーム音楽デビュー。音楽制作チーム「77works」を設立
2009年、山元隼一監督の『熱血宇宙人』の音楽を担当し、同作品が「第14回アニメーション神戸」にて優秀賞を受賞
2012年、活動拠点を福岡から東京に移動。同人音楽サークル「ツクモナス」を立ち上げる
2013年10月14日、『gion-shojaの鐘が鳴る!!!戦だ!祭りだ!!クサノ・カーニバル!!』を開催。これに合わせて赤いバックバンド(Ba.クサノユウキ、Pf.難波研、Gt.金子"レフティ"裕亮、Dr.藤好正崇)を結成
2014年、赤いバックバンドにボーカルの橋本千明を迎え、ハルセカンド (バンド)を結成。
2015年1月20日、ハルセカンドから難波研、金子"レフティ"裕亮、藤好正崇が脱退。9月1日、有限会社ファミリーワークに所属

## 提供した主な楽曲

### ボーカル曲
特別標注外は作曲・編曲
2008年
- 火群-ほむら-
  - 『戦極姫 -戦乱の世に焔立つ-』OP
  - 歌：イリジウム / 作詞：タカセカヤ / 編曲：クサノユウキ、花蘭火

2009年
- 愛をMOTTO!
  - 『萌え萌え2次大戦(略) 2[chu〜♪]』OP
  - 歌：ぴかりん / 作詞：宮崎由葉

2010年
- 辰風-たつかぜ-
  - 『戦極姫2〜戦乱の世、群雄嵐の如く〜』OP
  - 歌：イリジウム / 作詞：タカセカヤ
- ろーる∽オール
  - 『よう∽ガク〜妖学園の未来は会長次第!?〜』OP
  - 歌：上田朱音、藤森ゆき奈 / 作詞：小田ユウ
- Rebirth
  - PS2, PSP『真・マスターオブモンスターズfinalEX』OP
- さくらハート
  - 『さくらのしっぽ 〜さくらテイルファンディスク〜』ED
  - 歌：Tempaly（上田朱音、朝樹りさ） / 作詞：小田ユウ
- 手をつないで
  - 『あかときっ!-夢こそまされ恋の魔砲-』OP
  - 歌：青葉りんご / 作詞：宮沢ゆあな

2011年
- はだしのままで
  - 『あかときっ!!-花と舞わせよ恋の衣装-』OP
  - 歌：青葉りんご / 作詞：宮沢ゆあな
- 光舞-いかづち-
  - 『戦極姫3〜天下を切り裂く光と影〜』OP
  - 歌：イリジウム / 作詞：宮崎由葉 / 編曲：クサノユウキ、yechigoya
- 永遠の音-とわのおと-
  - 『戦極姫3〜天下を切り裂く光と影〜』ED
  - 歌：イリジウム / 作詞：宮崎由葉 / 編曲：クサノユウキ、yechigoya
- ようこそルナルティアへ
  - 『夢みる月のルナルティア』OP
  - 歌：新堂真弓、青葉りんご、夏野こおり、桐矢ノエル、井村屋ほのか / 作詞：紫苑憧朋香

2012年
- タカラモノ
  - 歌：宮沢ゆあな（アルバム『絆星』に収録）
- ツーディー☆
  - 『俺が主人公〜ナカに入って俺がダす!〜』OP
  - 歌：青葉りんご / 作詞：miru
- 恋にススメ（作曲）
  - 『さくら、咲きました。』イメージソング
  - 歌：藤森ゆき奈 / 作詞：miru
- ハルノオト（作曲）
  - 『さくら、咲きました。』イメージソング
  - 歌：上田朱音 / 作詞：miru
- 大河-たいが-
  - 『戦極姫4〜争覇百計、花守る誓い〜』OP
  - 歌：イリジウム / 作詞：タカセカヤ / 編曲：クサノユウキ、yechigoya
- この花さくや
  - 『戦極姫4〜争覇百計、花守る誓い〜』ED
  - 歌：イリジウム / 作詞：タカセカヤ / 編曲：クサノユウキ、yechigoya
- 月影-つきかげ-
  - PS3『戦極姫3〜天下を切り裂く光と影〜』OP
  - 歌：イリジウム / 作詞：宮崎由葉

2013年
- 爆誕!カノジョ。
  - 『R-10爆弾カノジョ。』OP
  - 歌：スヴェータ（大山チロル） / 作詞：あおまふ
- Splash!
  - 『せんすいぶ!』OP
  - 歌：萌花ちょこ、上田朱音、かわしまりの、水霧けいと / 作詞：芳葉 / 編曲：クサノユウキ、佐原誠、77works
- Brave New World
  - 『Love&Piss 〜少女のガマンが世界を救う〜』OP
  - 歌：るりジウム / 作詞：薬師るり / 編曲：クサノユウキ、難波研、77works
- 妹!絶対SAY☆理論
  - 『妹スパイラル』OP
  - 歌：妹尾睦土美（藤森ゆき奈）、妹尾凛火（有栖川みや美）、妹尾霞空（来海ぼたん）、妹尾千風悠（遠野そよぎ）、妹尾水那（成瀬未亜） / 作詞：新堂真弓
- 凍星-いてぼし-
  - 『戦極姫5〜戦渦断つ覇王の系譜〜』OP
  - 歌：イリジウム / 作詞：芳葉 / 編曲：クサノユウキ、77works
- 空と陵
  - 『戦極姫5〜戦渦断つ覇王の系譜〜』ED
  - 歌：イリジウム / 作詞：芳葉

2014年
- O.K. all right
  - 『おとなり恋戦争!』古都真奈美ルートED&イメージソング
  - 歌：ハルセカンド (バンド) / 作詞：橋本千明
- やさしくKISSして
  - 『おとなり恋戦争!』白川蛍ルートED&イメージソング
  - 歌：結衣菜 / 作詞：Team-OZ
- MINE
  - 『超催眠術学園』オープニングテーマ
  - 歌：雪村とあ、新堂真弓、夏野虹花、葉月ゆづる / 作詞：新堂真弓
- 本当の私
  - 『鏡の国のお姫様が学園生活と恋を始めました』OP
  - 歌：藤森ゆき奈、雪村とあ / 作詞：宮沢ゆあな
- あなたとコンビに流しそうめん 〜少しも寒くないですわ〜（仮）
  - 『そよぎと六花のRadio de ALcot!』主題歌
  - 歌：遠野そよぎ、北見六花 / 作詞：芳葉
- 100%青春ラブ
  - 『大冒険!ゆけゆけ☆おさわりアイランド』イメージソング
  - 歌：小倉まひろ（雪村とあ）、兎蜂はねる（中家志穂）、蛇姫あみ（榛名れん）、虎牙ことら（晴海ほのか）、龍川たつみ（篠原ゆみ） / 作詞：新堂真弓
- Love+Duction!
  - 『ラブだくしょんっ!〜銀河の恋愛ガイドブック〜』OP
  - 歌：ハルセカンド (バンド) / 作詞：クサノユウキ
- 283ロケット
  - 『彼女が俺にくれたもの。俺が彼女にあげるもの。 〜KISS My Darling: めちゃ婚 case3〜』	辺銀つばさED
  - 歌：ハルセカンド (バンド) / 作詞：橋本千明
- 天極の嚆矢
  - 『天極姫 〜新世大乱・双界の覇者達〜』OP
  - 歌：相良心 / 作詞：芳葉 / 作曲：難波研 / 編曲：難波研、クサノユウキ
- ひみつの
  - 『お兄ちゃん、右手の使用を禁止します!』妹尾かえでED
  - 歌：ハルセカンド (バンド) / 作詞：橋本千明 / 作曲：難波研 / 編曲：難波研、クサノユウキ
- poppin' carnival
  - ニコ生『水霧けいとの本日ハ晴天ナリ☆』OP
  - 歌・作詞：水霧けいと  / 作曲：柳英一朗 / 編曲：クサノユウキ
- ヒカリ
  - ニコ生『水霧けいとの本日ハ晴天ナリ☆』ED
  - 歌・作詞：水霧けいと
- そらのかなた。
  - OVA『聖ブリュンヒルデ学園』OP
  - 歌：雪村とあ / 作詞：天城凛太郎 / 作曲：難波研

2015年
- 飛翼-つばさ-
  - 『戦極姫6 〜天下覚醒、新月の煌き〜』OP
  - 歌：イリジウム / 作詞：芳葉
- 浮雲-うきぐも-
  - 『戦極姫6 〜天下覚醒、新月の煌き〜』ED
  - 歌：イリジウム / 作詞：タカセカヤ
- すい〜と☆ちゅーりっぷ
  - 『ロリポップファクトリー』OP
  - 歌：ハルセカンド (バンド) / 作詞：橋本千明
- ONE SMILE
  - 『ロリポップファクトリー』ED
  - 歌：ハルセカンド (バンド) / 作詞：橋本千明
- 絆の旗紋
  - 『戦御村正 ‐剣の凱歌‐』OP
  - 歌：相良心 / 作詞：芳葉
- 嘘つきサイダー。 (※STRIKERSとして)
  - 歌・作詞：Ayumi.
- connect
  - 『つよきすFESTIVAL』ED
  - 歌：Astilbe × arendsii / 作詞：Ayumi. / 作曲：柳英一朗 / 編曲：クサノユウキ from STRIKER、柳英一朗

2016年
- ハッピー☆アテンション
  - 『花咲きアテンション!』テーマソング
  - 歌・作詞：イリアウサ（星咲イリア&藤咲ウサ）
- 絆の旗紋
  - 『戦御村正 -剣の凱歌‐』OP
  - 歌：相良心 / 作詞：芳葉
- hikArI
  - 『罪ノ光ランデヴー』真澄あいED
  - 歌：	Astilbe × arendsii / 作詞：海野みすず / 作曲：柳英一郎
- shadow memory
  - 『罪ノ光ランデヴー』椿風香ED
  - 歌：	Astilbe × arendsii / 作詞：Ayumi. / 作曲：柳英一郎
- exceed way (※STRIKERSとして)
  - 『珊海王の円環』ED
  - 歌：marina / 作詞：松長暁生
- 残照-あかねぞら-
  - 『戦極姫7〜戦雲つらぬく紅蓮の遺志〜』OP
  - 歌：イリジウム / 作詞：タカセカヤ、芳葉 / 編曲：クサノユウキ、Immaterial Art
- Heavenly Chain
  - 『天極姫2〜覇権争奪、幻妖の将星〜』OP
  - 歌：イリジウム / 作詞：芳葉
- イブニングスター
  - 『天極姫2〜覇権争奪、幻妖の将星〜』ED
  - 歌：ハルセカンド

### BGM
- 新大戦略 バトルオブソルジャー（システムソフト・アルファー）
- 真・マスターオブモンスターズfinalEX（システムソフト・アルファー）
- 雀極姫（unicorn-a）
- 戦極姫3〜天下を切り裂く光と影〜（システムソフト・アルファー、unicorn-a）
- 戦極姫4〜争覇百計、花守る誓い〜（unicorn-a）
- Love&Piss 〜少女のガマンが世界を救う〜（ボンボンカンパニー）
- 牝鏡調教〜メガネ少女は如何にしてキモオタ教師のものになったか〜（極フェロ）
- 戦極姫5〜戦渦断つ覇王の系譜〜（unicorn-a、げーせん18）
- 鏡の国のお姫様が学園生活と恋を始めました（Felicia）
- 花嫁ふたりは淫魔と天使。（SYLPHYLE fortissimo）
- Trippers. -彼女との学園生活を破壊する、1通の手紙-（Lamia）
- 白衣性愛情依存症（工画堂スタジオ）
- 戦御村正 ‐剣の凱歌‐（げーせん18 、unicorn-a）

## コンピレーション・アルバム
- SystemSoft Alpha & unicorn-a Vocal Collection Vol.1
  - 火群-ほむら-
  - 辰風-たつかぜ-
  - 愛をMOTTO!
  - Rebirth

2012年5月25日 / M-001.
- SystemSoft Alpha & unicorn-a Vocal Collection Vol.2
  - 光舞-いかづち-
  - 永遠の音-とわのおと-
  - 月影-つきかげ-

2012年6月22日 / M-002.
- GWAVE 2013 1st Progress
  - Splash!

2013年12月27日 / IMAE-00067 / GWAVE
- Angel's share
  1. Brave New World
  2. 爆誕!カノジョ。
  3. だってずっと大好き!!!!
    - 歌：citra / 作詞：天城凛太郎 / 作曲：難波研 / 編曲：難波研、甘束まお
    - PCゲーム『お兄ちゃんシェアリング』黒須せせり エンディングテーマ

  4. 空と陵
  5. あかねいろのゆめ、ひかるよる。
    - 歌：橘まお / 作詞：天城凛太郎 / 作曲：難波研 / 編曲：難波研、甘束まお

  6. 永遠の音-とわのおと-（acoustic ver.）

2013年12月31日（C85） / FLMB-0001 / flam/mable
- YouM-ix
  - 指先
    - 歌：YouM-ix / 作詞・作曲：白石稔 / 編曲：クサノユウキ

2013年12月31日（C85）
- 東方風麗響 〜Trace of Permanence〜
  - Inverse World
    - 歌：藤宮ゆき / 作詞：芳葉 / 編曲：クサノユウキ、らんてぃ

  - 霧雨恋慕
    - 歌：うっち－ / 作詞：芳葉 / 編曲：クサノユウキ、らんてぃ

2014年5月11日（博麗神社 例大祭）
- C:drive. 催眠シリーズ VOCAL MEMORIES
  - MINE

2014年8月14日（電気外祭り）
- GREAT ADVENTURE! GoGo☆OSAWARI ISLAND PREMIUM BOX
  - 100%青春ラブ

2014年8月15日（C86）
- 東方ストラッシュ! TOHO VOCAL ARRANGEALBUM
  - マーメイド幻想 〜Mermaid Fantasy〜
    - 歌：藤宮ゆき / 作詞：芳葉 / 編曲：クサノユウキ、らんてぃ

  - 月影のウルフ
    - 歌：うっち－ / 作詞：芳葉 / 編曲：クサノユウキ、らんてぃ

  - 星と君のセオリー
    - 歌：藤宮ゆき / 作詞：芳葉 / 編曲：クサノユウキ、らんてぃ

2014年8月16日（C86） / RNCD-0008 / あ〜るの〜と
- Snow Crystal (雪村とあ ファーストミニアルバム)[5]
  - ほんとうの私【with 藤森ゆき奈】
  - 100%青春ラブ -Toa solo version-
  - MINE -Toa solo version-
  - そらのかなた。

2014年12月12日 / DLRD-2020 / dandelion RECORDS
- そよぎと六花のRadio de ALcot de CD vol.03
  - あなたとコンビに流しそうめん 〜少しも寒くないですわ〜（仮）

2014年12月27日（電気外祭り 2014 WINTER）
- SystemSoft Alpha & unicorn-a Vocal Collection Vol.3
  - 大河-たいが-
  - この花さくや
  - 凍星-いてぼし-
  - 空と陵
  - 飛翼-つばさ-
  - 浮雲-うきぐも-
  - 天極の嚆矢

2015年3月27日 / M-003
- 嘘つきサイダー。[6]
  - 嘘つきサイダー。

2015年8月16日（C88） / GRFR-0013
- 青春フレーバー [7]
  1. O.K all right
  2. ひみつの
  3. すい〜と☆ちゅーりっぷ
  4. Love+Duction!!
  5. 283ロケット
  6. ONE-SMILE

2016年5月5日 / GRFR-0015 / GRANDFORCE
- 珊海王の円環 サウンドコレクション
  - exceed way

2016年8月11日 / EUMU-010 / 有限会社エウクレイア
- そよぎと六花のRadio de ALcot de CD vol.05
  - タイムスリップウコン〜ちょっと噛んだりしながら噛んだりして (仮)〜
- Systemsoft Alpha & unicorn-a Vocal Collection Vol.4 [8]
  - 絆の旗紋
  - Heavenly Chain
  - イブニングスター (Short)
  - 残照-あかねぞら-

2016年12月9日

## 演奏参加
ベース
- ワンダーアラウンド / 鈴湯
- 天極の嚆矢 / 相良心
- Brave New World / るりジウム
- Splash! / 萌花ちょこ、上田朱音、かわしまりの、水霧けいと
- そらのかなた。
- exceed way / marina

他

## 主な参加ライブ
| 日付           | ライブ名                                                 |
| -------------- | -------------------------------------------------------- |
| 2013年10月14日 | gion-shojaの鐘が鳴る!!!戦だ!祭りだ!!クサノ・カーニバル!! |
| 2016年5月5日   | BGM LIVE!! 2016                                          |
| 2016年7月18日  | ハルセカンド1stワンマンライブ〜青春フレーバー〜          |

他、多数